# Сосновка (Заводоуковський міський округ)
Сосно́вка (рос. Сосновка) — село у складі Заводоуковського міського округу Тюменської області, Росія.
Населення — 715 осіб (2010, 849 у 2002).
Національний склад станом на 2002 рік:
- росіяни — 84 %